# 梅森 (密歇根州霍頓縣)
梅森（英語：Mason）是位於美國密歇根州霍頓縣奧西歐拉鎮區的一個非建制地區。

## 地理
梅森所處的海拔為高於海平面194米（即636英呎），而該地所採用的時區為UTC-5，即北美东部時區（EST）。同時該地設有夏令時間，為UTC-5調快一小時，即UTC-4（EDT）。